# Hollandita
La hollandita es un mineral de la clase de los minerales óxidos, y dentro de esta pertenece al llamado "grupo de la criptomelana". Fue descubierta en 1906 en una mina del distrito de Jhabua (India), siendo nombrada en honor de T.H. Holland, director de exploraciones geológicas en la India.

## Características químicas
Químicamente es un óxido múltiple de manganeso y otros metales y álcalis, de fórmula muy parecida y difícil de distinguir de la romanèchita; como otros minerales del grupo de la criptomelana son todos óxidos de metal de manganeso tetragonales o monoclínicos. En los lugares donde abundan minerales de plomo puede llevarlo como impureza.

## Formación y yacimientos
Es un mineral de formación primaria en las zonas de metamorfismo de contacto de los yacimientos de manganeso.
También puede ser un mineral secundario que aparece como producto de la alteración a la intemperie de minerales primarios de metal de manganeso.
Suele encontrarse asociado a otros minerales como: bixbyíta, braunita, piemontita y otros óxidos de manganeso.

## Usos
Por su alto contenido en manganeso es extraída de las minas como mena de este metal.